# جورج بوون
جورج بوون (بالإنجليزية: George Boone)‏ هو لاعب كرة قاعدة أمريكي، ولد في 1 مارس 1871 في لويفيل في الولايات المتحدة، وتوفي في 24 سبتمبر 1910.

## وصلات خارجية
- جورج بوون على موقعبيزبول رفرنس.كوم (الدوري الرئيسي) (الإنجليزية)
- جورج بوون على موقعبيزبول رفرنس.كوم (الدوري الثانوي) (الإنجليزية)